# Guillermo Coria
Guillermo Sebastián Coria (Rufino, 13 gennaio 1982) è un allenatore di tennis ed ex tennista argentino, soprannominato El Mago (il mago in spagnolo), professionista dal 2000 e specialista della terra rossa, dal 2003 al 2005 è stato tra i top ten della classifica ATP. Vanta nove titoli nel circuito maggiore, tra i quali due Tennis Masters Series, e la finale al Roland Garros 2004, anno in cui ha raggiunto la terza posizione della classifica mondiale. Nel 2005 inizia a sentirsi meno competitivo e perde concentrazione, fattori che assieme a vari infortuni lo portano a un rapido declino e ad annunciare il ritiro nel 2009 a soli 27 anni.

## Biografia
È figlio di Gabriela, casalinga, e di Oscar, un allenatore di tennis dal quale impara a giocare già nell'infanzia. Anche il fratello minore Federico Coria è diventato un quotato tennista professionista. Gli viene dato il nome di battesimo in onore del grande tennista argentino Guillermo Vilas. Da ragazzo i suoi giocatori preferiti sono Andre Agassi e Marcelo Ríos. Appassionato di calcio, disciplina che ha praticato a livello amatoriale, è tifoso del River Plate. Il 27 dicembre 2003 sposa la croata Carla Francovigh, con la quale ha avuto i figli Thiago e Delfina. Considera la città in cui vive, Venado Tuerto, la miglior del mondo, e nel 2004 ha inaugurato al Jockey Club cittadino l'Academia Guillermo Coria.

## Carriera da giocatore

### Juniores
Nel 1996 vince il prestigioso Orange Bowl, categoria Under 16, e l'anno dopo viene battuto in finale da Roger Federer nell'Orange Bowl Under 18. Nel 1999 vince il singolare juniores al Roland Garros, superando in finale David Nalbandian, e il doppio juniores a Wimbledon in coppia con lo stesso Nalbandian, mentre nel singolare a Wimbledon viene eliminato in semifinale. Quell'anno raggiunge il 2º posto in singolare e il 5º in doppio nella classifica mondiale juniores. Vanta inoltre altri titoli internazionali di categoria vinti in Argentina, Paraguay e Canada.

### 1997-1999: gli inizi tra i professionisti
Debutta tra i professionisti nel novembre 1997 perdendo al primo turno nel torneo di doppio del Challenger di Buenos Aires. L'esordio in singolare avviene nell'ottobre del 1998 con una sconfitta al primo turno del Futures Argentina F3 e la settimana dopo arriva in finale all'F4, persa in due set da Roberto Alvarez. In novembre debutta nel circuito Challenger a Buenos Aires e al primo turno viene sconfitto in due set da Marcelo Filippini. L'anno dopo gioca in singolare 7 tornei e i migliori risultati sono i quarti all'Italy F12 di Torino in giugno, al suo primo torneo fuori dall'Argentina, e a novembre la semifinale all'Argentina F5 e i quarti all'Argentina F4 . In doppio vince il suo primo titolo Futures in aprile in coppia con Nalbandian all'F2 di Cordoba, dopo che la settimana prima avevano perso la finale dell'F1. La coppia vince anche l'Italy F12 di Torino e l'Argentina F4 in novembre.

### 2000: Top 100, 4 titoli Challenger e 2 Futures
Nel 2000 scala rapidamente la classifica, il 5 marzo vince il suo primo trofeo senza perdere alcun set al Futures Chile F2 di Iquique, concedendo solo 5 giochi al connazionale Mariano Delfino, che si prende la rivincita 3 settimane dopo nella finale dell'Argentina F2. La settimana successiva Coria vince il suo secondo trofeo all'Argentina F3, anche questa volta senza perdere set. In aprile vince il suo primo incontro in un Challenger a San Luis Potosí, al secondo turno sconfigge per la prima volta un top 100 superando in tre set il nº 89 ATP André Sá. Si spinge poi fino in semifinale e viene battuto da Agustín Calleri, che si aggiudicherà il torneo. In maggio debutta con una vittoria nel circuito ATP, sconfiggendo in due set il top 100 Christophe Rochus nel primo turno del Majorca Open 2000 prima di arrendersi al nº 28 e padrone di casa Carlos Moyá.
A fine mese fa il suo esordio in una prova del grande Slam al Roland Garros, dopo aver superato le qualificazioni batte al primo turno in 4 set Michaël Llodra per poi perdere al secondo contro Wayne Ferreira. In luglio esce al primo turno a Kitzbuhel. In agosto inizia il suo primo tour negli Stati Uniti vincendo al primo turno del Legg Mason Tennis Classic di Washington e perde al secondo; non supera le qualificazioni alla sua prima esperienza agli US Open. Chiude trionfalmente la stagione aggiudicandosi quattro titoli consecutivi nel circuito Challenger a Lima, San Paolo, Montevideo e Buenos Aires, chiudendo l'anno nei top 100 (n. 88) dopo una scalata di quasi 650 posizioni.

### 2001: primo titolo ATP, top 30 e squalifica per doping
La stagione 2001 si apre a inizio gennaio al Challenger di San Paolo, e Coria interrompe la striscia di 24 vittorie consecutive nella finale persa contro Flávio Saretta. Nel resto della stagione gioca solo tornei del circuito maggiore; alla sua prima esperienza agli Australian Open supera il primo turno e al secondo viene sconfitto dallo spagnolo Álex Calatrava. A Bogotà raggiunge per la prima volta i quarti di finale in un torneo ATP, persi contro Alexandre Simoni. Al suo quinto torneo ATP Tour disputato, a Viña del Mar, conquista il primo titolo di categoria sconfiggendo in sequenza Calleri, Calatrava, Feliciano López, Zabaleta e, in finale, Gaudio in tre set. Gaudio si prende la rivincita la settimana dopo nei quarti a Buenos Aires. In marzo Coria disputa il suo primo torneo Tennis Masters Series a Miami, supera il primo turno e al secondo batte per la prima volta un top 20, il nº 18 ATP Franco Squillari, per poi perdere al turno successivo da Fabrice Santoro.
In aprile, al suo secondo Masters Series, arriva in semifinale al Monte Carlo Masters e perde contro il futuro campione Gustavo Kuerten. Al successivo torneo di Barcellona di fine aprile, dove esce al secondo turno, viene trovato positivo al test per il nandrolone e ha inizio un procedimento a suo carico. Il 6 maggio disputa la sua seconda finale ATP in carriera al Majorca Open, ma viene sconfitto in tre set dallo spagnolo Alberto Martín. Al primo turno degli Internazionali d'Italia batte il nº 15 ATP Jan-Michael Gambill e al turno successivo esce per mano di Nicolás Lapentti. Al Roland Garros il sorteggio lo pone di fronte al primo turno al nº 1 del mondo Kuerten, che lo supera in tre set. A fine giugno partecipa per la prima volta al torneo di Wimbledon; accreditato della testa di serie nº 28, a sorpresa esce al primo turno per mano del nº 95 ATP Fernando Meligeni. Arrivano altre due sconfitte consecutive a Gstaad e Stoccarda e torna al successo a Kitzbuhel, torneo nel quale si spinge fino alla semifinale persa contro Albert Costa.
Al Cincinnati Masters di agosto si arrende al primo turno a Hicham Arazi, deve quindi fermarsi tre mesi per un infortunio al pollice sinistro. Arrivato ormai nella top 30, in dicembre arriva la sentenza di sospensione per la vicenda del nandrolone; la squalifica di due anni viene ridotta a sette mesi quando riesce a dimostrare di averlo ingerito in modo accidentale, ha effetto retroattivo e parte da agosto. In seguito citerà a giudizio la casa produttrice delle vitamine in cui era contenuto il nandrolone, che non era riportato sul foglio illustrativo. La stagione quindi si chiude in anticipo, ma a fine anno si attesta comunque alla 44ª posizione.

### 2002: 1 finale ATP, 2 titoli Challenger e risalita nel ranking
Scontata la squalifica, rientra nel circuito in marzo, quando è 99º nel ranking ATP. Al Miami Masters viene eliminato al terzo turno da Thomas Johansson dopo aver superato nel turno precedente il nº 27 ATP Albert Costa. Esce al secondo turno all'Estoril e la sconfitta contro il nº 5 ATP Tim Henman al primo a Monte Carlo, dove era arrivato in semifinale un anno prima, lo fa precipitare al 198º posto nel ranking. Inizia la risalita tornando a disputare una semifinale ATP a Houston, nella quale strappa un set al nº 13 del mondo Andy Roddick. Al Roland Garros raggiunge per la prima volta il terzo turno vincendo in tre set i primi due incontri prima di inchinarsi a Juan Carlos Ferrero.
La vittoria in due set sul padrone di casa Jiri Novak nella finale del successivo Challenger di Prostějov lo riporta nella top 100. Due settimane dopo si aggiudica il Challenger di Lugano. Di rilievo nel periodo successivo vi sono i quarti di finale a Umago, nei quali perde in tre set da David Ferrer, la vittoria sul nº 25 ATP Juan Ignacio Chela al primo turno del Cincinnati Masters e i terzi turni raggiunti a Washington e soprattutto agli US Open, dove fa il suo esordio nel tabellone principale. A distanza di sedici mesi torna a disputare una finale ATP al Brasil Open di Costa do Sauípe, dove viene sconfitto al tie-break del set decisivo da Gustavo Kuerten. Non va oltre il secondo turno nei tornei di fine stagione, chiudendo al 45º posto del ranking.

### 2003: 5 titoli ATP, semifinale al Roland Garros e nº 5 del ranking
Il 2003 comincia subito sotto un'altra luce, dopo il quarto di finale ad Auckland, Coria raggiunge il quarto turno agli Australian Open dove si ritirerà contro Andre Agassi. Un mese dopo raggiunge la finale a Buenos Aires dopo aver battuto nei quarti per la prima volta un top ten, il nº 9 David Nalbandian, ma viene sconfitto da Carlos Moyá in tre set. La trasferta sul cemento statunitense si conclude con due eliminazioni in tre set negli ottavi di finale, contro il nº 1 del mondo Lleyton Hewitt all'Indian Wells Masters e contro il nº 9 Albert Costa al Miami Masters. In aprile raggiunge la sua prima finale in un Master Series a Montecarlo, dove si prende la rivincita su Moyá in semifinale e viene battuto dal nº 3 del mondo Juan Carlos Ferrero. Eliminato al secondo turno a Barcellona e al terzo a Roma, in maggio raggiunge la finale al Masters di Amburgo, e questa volta si aggiudica il titolo sconfiggendo Agustín Calleri con il punteggio di 6-3, 6-4, 6-4. Questa sequenza di risultati proietta per la prima volta l'argentino nei top 10, alla 7ª posizione mondiale.
Arriva dunque al Roland Garros tra i favoriti e raggiunge la semifinale sconfiggendo il nº 2 del mondo Andre Agassi nei quarti, ma si deve arrendere all'outsider Martin Verkerk che lo esclude dal torneo in tre combattuti set, due dei quali conclusisi al tie break. Conferma di non sentirsi ancora a suo agio sull'erba con l'eliminazione in tre set al primo turno a Wimbledon per mano di Olivier Rochus. Tornato sulla terra rossa, vince tre titoli consecutivi a Stoccarda, lasciando solo 4 giochi in tre set a Tommy Robredo, a Kitzbühel, dominando Nicolás Massú per 6-1, 6-4, 6-2, e a Sopot superando David Ferrer.
La striscia di 15 vittorie si interrompe con il ritiro alla fine del primo set al primo turno del Masters canadese per un problema all'adduttore sinistro. Partecipa ugualmente ai successivi impegni, raggiungendo i quarti al Cincinnati Masters e agli US Open, nei quali viene sconfitto da Agassi. Il dolore all'adduttore persiste ed è costretto a uno stop di 5 settimane. Rientra in ottobre e il 26 del mese si aggiudica il quinto torneo stagionale, il primo fuori dalla terra rossa, al Swiss Indoors di Basilea, approfittando del forfait di Nalbandian prima dalla finale. Da numero quattro del mondo si presenta al suo primo Masters di fine anno dove viene eliminato al Round Robin in seguito alle sconfitte subite contro il nº 6 ATP Rainer Schüttler e il nº 1 Andy Roddick.

### 2004: 2 titoli ATP, finale al Roland Garros e nº 3 del ranking
L'anno successivo viene inaspettatamente eliminato al primo turno degli Australian Open da Cyril Saulnier. A fine torneo debutta in Coppa Davis e si impone in entrambi i singolari nella sfida vinta 5-0 dall'Argentina sul Marocco ad Agadir. Subito dopo torna in finale a Buenos Aires e, come l'anno precedente, si trova di fronte Moyá; questa volta però vince, lasciando solo 5 giochi allo spagnolo, e si assicura per la prima volta il titolo al maggior torneo argentino. Ormai Coria sta diventando un giocatore completo e si dimostra competitivo anche sul cemento americano, dopo la sconfitta nei quarti dell'Indian Wells Masters patita contro Agassi, raggiunge la finale al Miami Masters e vince il primo set contro Roddick, perde quindi i due successivi e un mal di schiena lo costringe al ritiro alla fine del terzo set. Diventa il giocatore da battere della stagione su terra rossa, vince per la prima volta il Monte Carlo Masters perdendo un solo set nel torneo e in finale concede solo 6 giochi in tre set al nº 6 del mondo Rainer Schüttler. La vittoria nel Principato lo porta al terzo posto del mondo il 3 maggio 2004. Subito dopo arriva in finale anche all'Hamburg Masters, cedendo in 4 set al nº 1 mondiale Federer.
Si presenta al Roland Garros con la testa di serie numero 3 e vince tutti i primi incontri senza perdere alcun set, compreso il quarto di finale con Moyá; perde il primo set nella semifinale contro il britannico Tim Henman e si aggiudica gli altri tre. Raggiunge quindi la sua unica finale in uno Slam ed è nettamente favorito contro Gastón Gaudio, nº 44 del ranking mondiale. Si aggiudica in modo netto i primi due set e perde inaspettatamente il terzo set che stava conducendo, subito dopo chiede l'intervento del massaggiatore per un dolore alla gamba; nel quarto set la gamba non tiene e Coria si arrende per 6-1. Quando ormai tutti si chiedono perché non si ritiri, inizia a muoversi un po' meglio e torna competitivo, ha così inizio una drammatica serie di break e contro-break che lo portano ad avere 2 match-point sul 6-5. Perde di nuovo il controllo dell'incontro e sarà Gaudio a portare a casa il titolo col punteggio di 0-6, 3-6, 6-4, 6-1, 8-6.
Per la prima volta prepara Wimbledon partecipando ad altri tornei sull'erba, dopo l'eliminazione al primo turno al Queen's, arriva per la prima volta a una finale sull'erba a 's-Hertogenbosch e la perde contro Michaël Llodra con il punteggio di 3–6, 4–6. Accreditato come a Parigi della testa di serie nº 3, nello Slam londinese esce invece al secondo turno sconfitto in quattro set dal nº 66 ATP Florian Mayer. Dopo un mese di pausa rientra a fine luglio per il Canada Masters e si ritira durante il primo set del primo incontro per un infortunio alla spalla. È quindi costretto a sottoporsi a un'operazione in artroscopia e rientra nel circuito dopo oltre 3 mesi e mezzo di inattività giusto in tempo per prendere parte alla Tennis Masters Cup, nella quale viene nuovamente eliminato nel round robin perdendo nettamente da Safin, Henman e Roddick e chiude la stagione al 7º posto mondiale.

### 2005: 1 titolo ATP, finali a Monte-Carlo e Roma
Inizia la stagione con i quarti di finale raggiunti a Auckland e prosegue arrivando al quarto turno agli Australian Open, dove si fa rimontare il set vinto in apertura e soccombe al quarto a Nalbandian. Arriva quindi la sorprendente eliminazione al primo turno a Marsiglia contro il nº 275 del ranking Sebastien De Chaunac. A Rotterdam si ferma al secondo turno, sconfitto in rimonta da Paradorn Srichaphan. Nel primo turno di Coppa Davis 2005 disputato a Buenos Aires, contribuisce con due vittorie in singolare al successo per 5-0 sulla Repubblica Ceca. La trasferta per i Masters statunitensi sul cemento inizia a Indian Wells con l'eliminazione negli ottavi per mano di Agassi, mentre a Miami è Taylor Dent a sbarrargli la strada al terzo turno. Torna a esprimersi a grandi livelli sui campi in terra rossa e raggiunge per la terza volta consecutiva la finale al Monte Carlo Masters, dove si arrende in 4 set all'emergente diciottenne Rafael Nadal.
Tre settimane dopo è protagonista anche agli Internazionali d'Italia; fatica al primo turno contro Fernando González imponendosi al terzo set, concede quindi due soli giochi a Nicolas Kiefer e quattro a Davide Sanguinetti. Nei quarti impiega tre set per aver ragione di Fernando Verdasco e in semifinale si prende la rivincita su Agassi battendolo 7-5, 7-6. Alla sua prima finale a Roma ritrova Nadal, reduce da due titoli e 16 incontri vinti consecutivi, e danno vita a uno dei più spettacolari incontri mai giocati sulla terra battuta. Nel quinto set Coria si porta in vantaggio per 3 giochi a 0 e 2 palle per il 4 a 0, ma lo spagnolo recupera e ha un match point sul 6-5. Nel tie-break Nadal spreca altri due match ball dopo essere stato in vantaggio per 5-1 ma alla fine si impone vincendo 8-6 dopo 5 ore e 14 minuti di gioco, nella più lunga finale dell'era Open. Le due finali di Monte Carlo e Roma rappresentano un ideale passaggio di consegne tra Coria, che era stato chiamato King of the clay per i grandi successi ottenuti sulla terra battuta, e Nadal, che in questo periodo lo supera in classifica, vincerà il Roland Garros e proseguirà a vincere sulla terra battuta stabilendo un record di 81 incontri vinti consecutivi.

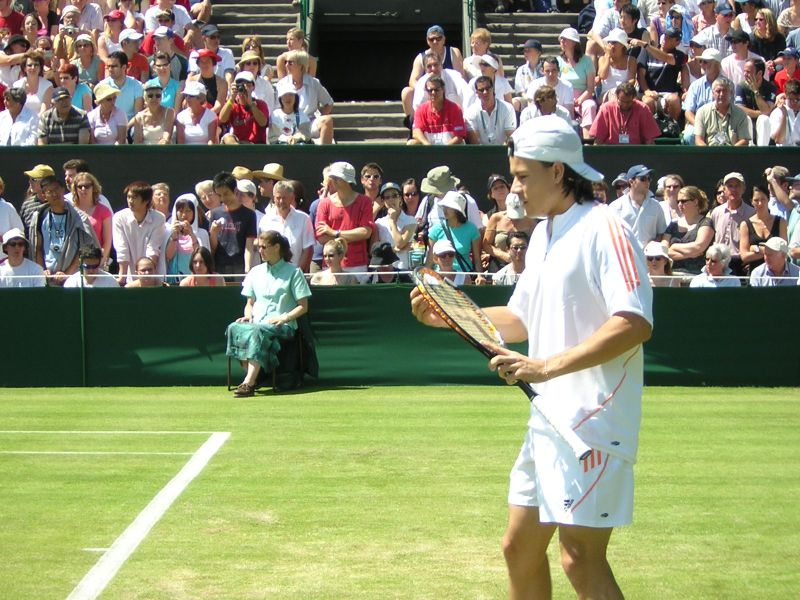
Wimbledon 2005

Eliminato nei quarti dell'Amburgo Masters dal nº 1 del mondo Federer, alla World Team Cup vince tutti e tre gli incontri disputati, compreso quello con Florian Mayer nella finale contro i padroni di casa della Germania, che si aggiudica il titolo superando i sudamericani per 2-1. Non ripete il grande Roland Garros dell'anno prima, battuto al quarto turno dal nº 9 ATP Nikolaj Davydenko. Sull'erba di 's-Hertogenbosch non supera il secondo turno, mentre nel torneo di doppio arriva in semifinale in coppia con Martin Garcia. Raggiunge per la prima volta il quarto turno a Wimbledon dopo due battaglie vinte al quinto set con Xavier Malisse e Jürgen Melzer,  e cede al nº 4 del mondo Andy Roddick al terzo set. Nella trasferta in Australia per il secondo turno di Coppa Davis, perde il primo incontro con Hewitt e vince il secondo a risultato già acquisito dagli argentini. Il 31 luglio torna ad aggiudicarsi un torneo dopo più di un anno a Umago battendo in finale Carlos Moyá per 6-2, 4-6, 6-2. Questo titolo, l'ultimo della carriera, gli sta particolarmente a cuore perché Umago si trova nella stessa regione della Croazia dalla quale viene la moglie Carla. Chiude la stagione sulla terra rossa arrivando in semifinale a Sopot e soccombe in tre set a Florian Mayer.
Dopo le deludenti eliminazioni al primo turno del Canada Masters e al secondo del Cincinnati Masters, arriva per la seconda volta ai quarti di finale degli US Open e perde 7-5 il quinto set contro Robby Ginepri. In settembre disputa l'ultima finale in carriera al China Open di Pechino e per la terza volta in stagione viene piegato da Nadal, che si impone per 5-7, 6-1, 6-2. La settimana dopo subisce a Bratislava due pesanti sconfitte da Karol Beck e Dominik Hrbatý nella semifinale di Coppa Davis vinta 4-1 dalla Slovacchia. Nel Madrid Masters, a Basilea e nel Paris Masters vince solo due dei cinque incontri disputati. Riesce comunque a qualificarsi per il terzo anno consecutivo alla Tennis Masters Cup e di nuovo perde tutti e tre gli incontri di round robin, questa volta contro Ivan Ljubičić, Nalbandian e Federer. Chiude all'8º posto del ranking mondiale una stagione in cui ha raggiunto almeno il quarto turno in tutti e quattro gli Slam, andando contro le previsioni di chi non lo riteneva in grado di ben figurare su superfici diverse dalla terra rossa.

### 2006: infortuni e declino

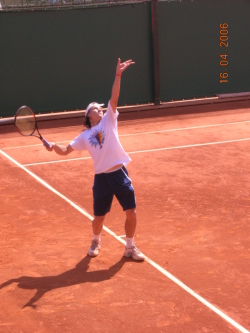
Coria durante un allenamento al Country Club di Monte Carlo, 2006

Il 2006 è caratterizzato da diversi infortuni con i quali Coria vede iniziare il proprio declino. Il primo impegno è l'Australian Open, nel quale viene eliminato al terzo turno da Sébastien Grosjean, e in febbraio non va oltre il secondo turno a Buenos Aires. Di rilievo nella prima parte della stagione la vittoria sull'emergente nº 66 ATP Novak Đoković al secondo turno del Miami Masters e quella sul nº 13 Nicolas Kiefer al Monte Carlo Masters, dove nei quarti raccoglie solo 4 giochi contro Nadal. Dopo l'eliminazione al terzo turno a Barcellona ha inizio una serie di sconfitte al primo turno con le quali esce definitivamente dalla top 10. Un infortunio alla spalla sinistra lo costringe a stare fuori per quasi due mesi e al rientro esce al primo turno anche a Bastad. La settimana successiva disputa al Dutch Open la sua ultima semifinale ATP e si ritira nel corso del match contro Djokovic, che si assicurerà il primo titolo della carriera. Negli ultimi quattro tornei stagionali subisce solo sconfitte, in particolare agli US Open dove si ritira durante il turno di esordio per un infortunio alla coscia. Prima del torneo aveva assunto come allenatore Horacio de la Peña, dal quale si separa dopo pochi mesi per passare sotto la guida dell'ex-giocatore Hernán Gumy. In ottobre esce dai top 100 e chiude la stagione al 116º posto del ranking.

### Ultimi anni
Problemi alla spalla lo tengono lontano dai campi da gioco per quasi tutta la stagione 2007, ed esce così dalla classifica mondiale. Torna a giocare a ottobre grazie al protected ranking al Challenger di Belo Horizonte e si ritira con il mal di schiena dopo il primo set perso 6-3 contro Juan Pablo Brzezicki . Due settimane dopo disputa il suo secondo e ultimo incontro stagionale al Challenger di Asunción e viene sconfitto da Máximo González.
Nel 2008 riceve alcune wild card soprattutto per tornei su terra rossa, e vince in stagione solo 3 incontri in singolare su 10 tornei disputati. Ottiene la sua prima vittoria dopo oltre un anno e mezzo a Costa do Sauipe eliminando al primo turno il nº 238 ATP Francesco Aldi. In aprile arriva in semifinale in coppia con Mariano Hood al torneo di doppio del Challenger di Napoli. In maggio vince a Casablanca il suo ultimo incontro ATP battendo in tre set Peter Polansky. In virtù del ritiro di Andy Roddick prende parte al Roland Garros, prima partecipazione a uno Slam dopo tre anni. Il sorteggio lo mette di fronte a Tommy Robredo e, nonostante la sconfitta al quarto set, si rende protagonista di una buona prestazione che fa trapelare un cauto ottimismo sul suo ritorno ad alti livelli. La situazione però torna quella dei mesi precedenti con il ritiro al primo turno a Varsavia e la sconfitta contro Eduardo Schwank a Stoccarda. Il 15 luglio 2008 al primo turno del torneo di Kitzbühel affronta l'austriaco Alexander Peya e vince il primo set per 7-5 ma durante la pausa si ritira nuovamente a causa di una lesione al bicipite, nel dopopartita annuncia il suo probabile ritiro. Torna in campo nel marzo del 2009 per il suo ultimo match da professionista al Challenger di Bangkok e perde al primo turno in due set da Harel Levy, ritirandosi a soli 27 anni.

## Carriera da allenatore

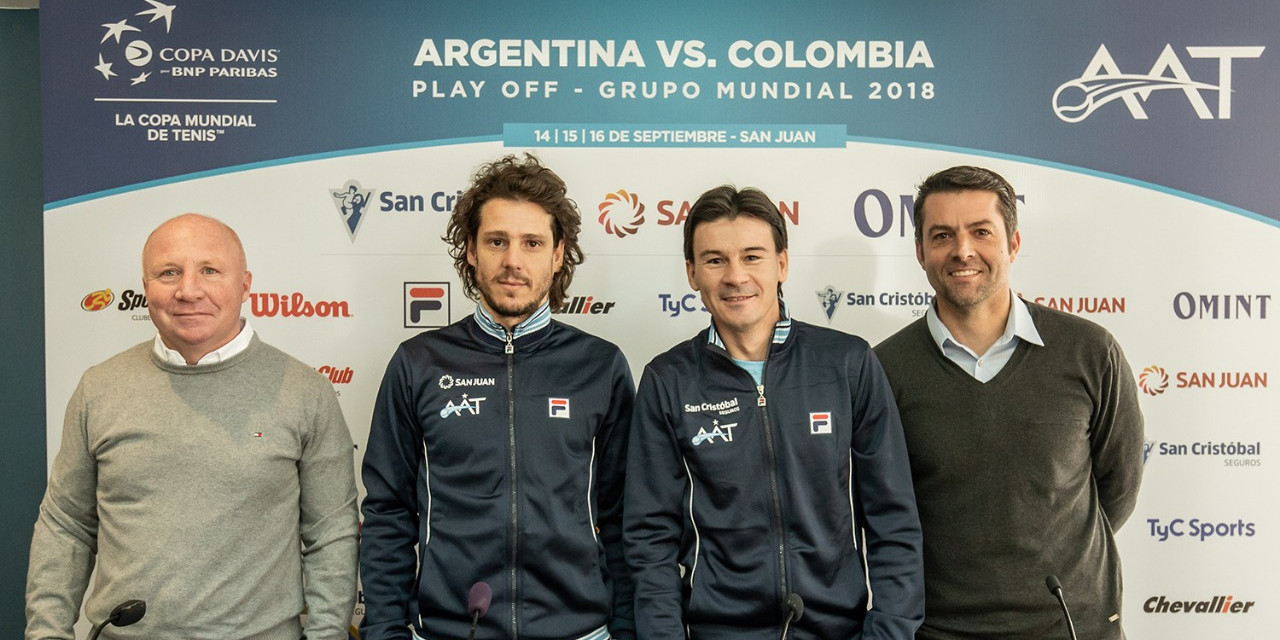
Gaudio e Coria alla conferenza del 3 settembre 2018 dove annunciano le convocazioni per Argentina Colombia

Dopo un periodo nel quale resta lontano dal mondo del tennis, rientra come allenatore e tra i tennisti da lui seguiti vi sono stati Renzo Olivo e il fratello Federico Coria. Inaugura inoltre la sua accademia del tennis a Rosario, dove allena giovanissimi talenti. Nel 2016, la Asociación Argentina de Tenis lo nomina responsabile di un nuovo progetto su scala nazionale per la promozione e lo sviluppo del tennis tra i giovani, con l'intento di scoprire nuovi talenti, formare nuovi allenatori e organizzare eventi.
Nel 2018 Coria viene nominato capitano della squadra argentina di Coppa Davis insieme a Gastón Gaudio e Guillermo Cañas per la sfida con la Colombia, ma nel febbraio 2019 l'incarico viene confermato solo a Gaudio. Nell'ottobre 2021 prende il posto di Gaudio come capitano della squadra argentina di Davis. Sotto la sua guida l'Argentina si qualifica per la fase a gruppi delle finali 2022 e perde tutte e tre le sfide. L'anno successivo non supera le qualificazioni, eliminata dalla Finlandia. Nel 2024 torna a qualificarsi per la fase a gruppi delle finali, la supera e cede nei quarti di finale ai campioni uscenti dell'Italia, che vinceranno anche quell'edizione. Nel novembre 2024 non rinnova il contratto con la Federazione argentina e chiude l'esperienza con un bilancio di cinque sfide vinte e sei perse.

## Caratteristiche tecniche
Inserito dalla ESPN nella lista dei migliori giocatori che non hanno mai vinto un titolo del Grande Slam, era dotato di una rapidità eccezionale ed è annoverato tra i migliori ribattitori di sempre. È ai primi posti in diverse classifiche, in particolare in quella relativa alla percentuale di palle-break convertite con il 45,71%. È inoltre tra i primi posti per la percentuale di punti vinti in risposta alla prima palla di servizio (36,05%) e per i game vinti in risposta al servizio (35,26%). Soprannominato "il mago", prediligeva giocare su terra battuta, sulla quale vanta una serie di 31 incontri vinti consecutivamente. Prima dell'arrivo di Nadal, era lui a essere chiamato "re della terra battuta". Pur essendo solido anche sul cemento, il rendimento sulle altre superfici era molto minore, ha vinto otto dei suoi nove titoli sulla terra battuta. I problemi che lo hanno condizionato a partire dalla fine del 2005 si sono evidenziati in particolare al servizio, e in quel periodo ha perso diversi incontri commettendo troppi doppi falli. Il calo di rendimento negli ultimi anni, il precoce ritiro e l'arrivo di Nadal hanno deluso le aspettative degli esperti che ritenevano Coria in grado di vincere diversi titoli al Roland Garros.

## Statistiche

### Singolare

#### Vittorie (9)
| Legenda                           |
| Grande Slam (0)                   |
| Tennis Masters Cup (0)            |
| Masters Series (2)                |
| ATP International Series Gold (2) |
| ATP International Series (5)      |

| N. | Data             | Torneo                          | Superficie    | Avversario in finale | Punteggio     |
| 1. | 19 febbraio 2001 | Movistar Open, Viña del Mar     | Terra rossa   | Gastón Gaudio        | 4-6, 6-2, 7-5 |
| 2. | 18 maggio 2003   | Hamburg Masters, Amburgo        | Terra rossa   | Agustín Calleri      | 6-3, 6-4, 6-4 |
| 3. | 20 luglio 2003   | Mercedes Cup, Stoccarda         | Terra rossa   | Tommy Robredo        | 6-2, 6-2, 6-1 |
| 4. | 27 luglio 2003   | Austrian Open, Kitzbühel        | Terra rossa   | Nicolás Massú        | 6-1, 6-4, 6-2 |
| 5. | 3 agosto 2003    | Orange Prokom Open, Sopot       | Terra rossa   | David Ferrer         | 7-5, 6-1      |
| 6. | 26 ottobre 2003  | Swiss Indoors, Basilea          | Sintetico (i) | David Nalbandian     | Walkover      |
| 7. | 22 febbraio 2004 | ATP Buenos Aires, Buenos Aires  | Terra rossa   | Carlos Moyá          | 6-4, 6-1      |
| 8. | 25 aprile 2004   | Monte Carlo Masters, Montecarlo | Terra rossa   | Rainer Schüttler     | 6-2, 6-1, 6-3 |
| 9. | 31 luglio 2005   | Croatia Open Umag, Umago        | Terra rossa   | Carlos Moyá          | 6-2, 4-6, 6-2 |

#### Finali perse (11)
| Legenda                           |
| Grande Slam (1)                   |
| Tennis Masters Cup (0)            |
| Masters Series (5)                |
| ATP International Series Gold (0) |
| ATP International Series (5)      |

| N.  | Data              | Torneo                               | Superficie  | Avversario in finale | Punteggio                  |
| 1.  | 7 maggio 2001     | Majorca Open, Maiorca                | Terra rossa | Alberto Martín       | 3–6, 6–3, 2–6              |
| 2.  | 16 settembre 2002 | Brasil Open, Costa do Sauípe         | Cemento     | Gustavo Kuerten      | 7–6(4), 5–7, 6(2)–7        |
| 3.  | 24 febbraio 2003  | ATP Buenos Aires, Buenos Aires       | Terra rossa | Carlos Moyá          | 3–6, 6–4, 4–6              |
| 4.  | 21 aprile 2003    | Monte Carlo Masters, Monte Carlo (1) | Terra rossa | Juan Carlos Ferrero  | 2–6, 2–6                   |
| 5.  | 5 aprile 2004     | Miami Masters, Miami                 | Cemento     | Andy Roddick         | 7–6(2), 3-6, 1-6, rit      |
| 6.  | 17 maggio 2004    | Hamburg Masters, Amburgo             | Terra rossa | Roger Federer        | 6–4, 4–6, 2–6, 3–6         |
| 7.  | 7 giugno 2004     | Open di Francia, Parigi              | Terra rossa | Gastón Gaudio        | 6–0, 6–3, 4–6, 1–6, 6–8    |
| 8.  | 21 giugno 2004    | Ordina Open, 's-Hertogenbosch        | Erba        | Michaël Llodra       | 3–6, 4–6                   |
| 9.  | 18 aprile 2005    | Monte Carlo Masters, Monte Carlo (2) | Terra rossa | Rafael Nadal         | 3–6, 1–6, 6–0, 5–7         |
| 10. | 9 maggio 2005     | Internazionali d'Italia, Roma        | Terra rossa | Rafael Nadal         | 4–6, 6–3, 3–6, 6–4, 6(6)–7 |
| 11. | 19 settembre 2005 | China Open, Pechino                  | Cemento     | Rafael Nadal         | 7–5, 1–6, 2–6              |

### Risultati in progressione
| Torneo                            | 2008 | 2007 | 2006 | 2005 | 2004 | 2003 | 2002 | 2001 | 2000 | Carriera |
| --------------------------------- | ---- | ---- | ---- | ---- | ---- | ---- | ---- | ---- | ---- | -------- |
| Australian Open                   | -    | -    | 3t   | 4t   | 1t   | 4t   | -    | 2t   | -    | 0        |
| Roland Garros                     | 1t   | -    | -    | 4t   | F    | SF   | 3t   | 1t   | 2t   | 0        |
| Wimbledon                         | -    | -    | -    | 4t   | 2t   | 1t   | -    | 1t   | -    | 0        |
| US Open                           | -    | -    | 1t   | QF   | -    | QF   | 3t   | -    | -    | 0        |
| Tennis Masters Cup                | -    | -    | -    | RR   | RR   | RR   | -    | -    | -    | 0        |
| Finali affrontate                 | -    | -    | -    | 4    | 6    | 7    | 1    | 2    | -    | 20       |
| Tornei vinti                      | -    | -    | -    | 1    | 2    | 5    | -    | 1    | -    | 9        |
| Posizione nel Ranking a fine anno | -    | -    | 116  | 8    | 7    | 5    | 45   | 44   | 88   |          |